# Friedrich August William Steglich
Friedrich August William Steglich (* 29. April 1807 in Dresden; † 8. Juni 1870 in Mutzschen) war ein evangelischer Theologe, Pädagoge und Sachbuchautor.

## Leben und Wirken
Er war der Sohn von Johann Wilhelm August Steglich (1775–1842) und dessen Ehefrau Johanna Sophia Steglich geborene Pietzsch verwitwete Rosenthal. Der Komponist Eduard Steglich war sein jüngerer Bruder.
Nach Schulbesuch und Studium wurde Friedrich August William Steglich im Jahre 1833 Collaborator an der Kreuzschule in Dresden und noch im gleichen Jahr Direktor des Freiherrlich von Fletcherschen Lehrerseminars in Dresden. Diese Funktion übte er bis zum Jahre 1861 aus.
1861 übernahm er das Amt des Pfarrers im kleinen Ort Zadel bei Meißen. 1866 wechselte er als Pfarrer in die Stadt Mutzschen. Dort starb er vier Jahre später.
Friedrich August William Steglich war Mitglied des Pädagogischen Vereins zu Dresden und reichte als solcher 1845 eine Landtagspetition ein. Ferner war Steglich Mitglied der historisch-theologischen Gesellschaft zu Leipzig und des Komitees der Sächsischen Bibel-Gesellschaft usw.

## Schriften (Auswahl)
Neben zahlreichen Aufsätzen in pädagogischen Schriften legte Steglich auch einige Monographien vor. Zu seinen bekanntesten Werken gehören Die beantragte Revision des Elementar-Volks-Schulgesetzes im Königreich Sachsen: insbesondere die sogenannte Trennung der Schule von der Kirche und Erklärendes Wörterbuch veralteter und anderer unverständlicher Ausdrücke in Dr. Luthers deutscher Bibelübersetzung, Leipzig, Wilhelm Baensch, 1853 sowie Ueber den Bildungsgang des Volksschullehrers ....

## Ehrungen
- Ritter des Königlich Sächsischen Albrecht-Ordens.